# Wilhelm Schwarzhaupt (Politiker)
Wilhelm Schwarzhaupt (* 4. Oktober 1871 in Schlüchtern; † 16. August 1961 in Königstein im Taunus) war ein deutscher Pädagoge und Politiker (DVP, LDP).

## Leben
Wilhelm Schwarzhaupt wurde als Sohn eines Lehrers geboren. Nach dem Volksschulabschluss und dem Besuch des Gymnasiums in Fulda absolvierte er das Lehrerseminar. Danach besuchte er Vorlesungen an den Universitäten in Bonn und Marburg. Nach bestandener Mittelschullehrer- und Rektorprüfung trat er in den Schuldienst ein. Er war zunächst als Präparandenlehrer in Herborn tätig, arbeitete dann als Volksschullehrer in Schlüchtern und wurde später Seminarhilfslehrer in Usingen. Im Anschluss daran arbeitete er als Volksschullehrer, Mittelschullehrer und Rektor in Frankfurt am Main. 1920 wurde er Stadtschulrat, dann Oberschulrat und schließlich Magistrats-Oberschulrat. In dieser Funktion verfasste er Schulbücher für Mittelschulen.
Schwarzhaupt war vor 1918 Mitglied der Nationalliberalen Partei, schloss sich dann der DVP an und gehörte von 1921 bis 1933 dem Preußischen Landtag an. Im Landtag war er schulpolitischer Sprecher seiner Fraktion. Nach dem Zweiten Weltkrieg beteiligte er sich an der Gründung der hessischen LDP, aus der der hessische Landesverband der FDP wurde. Von Februar bis Juli 1946 war er Mitglied des Beratenden Landesausschusses in Hessen. Hier war er Vorsitzender der LDP-Fraktion.
Wilhelm Schwarzhaupt gehörte dem Bund der Freimaurer an. Er war mit der Volksschullehrerin Frieda Emmerich (1873–1961) verheiratet. Deren Tochter ist die CDU-Politikerin Elisabeth Schwarzhaupt.

## Ehrungen
- 1953: Verdienstkreuz am Bande der Bundesrepublik Deutschland